# Benjamin Lessennes
Benjamin Lessennes (Namen, 29 juni 1999) is een Belgisch autocoureur.

## Carrière
Lessennes begon zijn autosportcarrière in 2010 in het karting. In 2011 eindigde hij hier als tweede in de Belgische KF5-klasse en in 2013 werd hij kampioen in zowel de Franse KF Junior- als de Belgische X30 Junior-kampioenschappen. In 2014 won hij de IAME International Finale X30 in de Seniors-klasse.
In 2016 maakte Lessennes de overstap naar de touring cars en debuteerde hier in de TCR Benelux, waarbij hij samen met Renaud Kuppens een Honda Civic TCR deelde bij het team Boutsen Ginion Racing. Kuppens behaalde vier overwinningen, terwijl Lessennes met één overwinning in het laatste raceweekend op het Circuit Jules Tacheny ook succes kende. Samen eindigden zij op de vijfde plaats in het kampioenschap met 283,5 punten. Hiernaast kwam Lessennes ook uit in het Junior-kampioenschap, waarin hij achter Romain de Leval en Maxime Potty derde werd met 160 punten.
In 2017 bleef Lessennes actief in de TCR Benelux bij Boutsen, maar kreeg ditmaal Enzo Guibbert als teamgenoot. Daarnaast maakte hij dat jaar ook zijn debuut in de TCR International Series bij Boutsen in een Honda Civic TCR tijdens zijn thuisrace op Spa-Francorchamps. Hij kende een goed weekend waarin hij zich als derde kwalificeerde en de races op de tweede en vijfde plaats finishte.